# Fonus
Fonus är en folkrörelseägd koncern och kooperativ förening som etablerat sig i Sverige och Norge. Fonus grundades 1945 och är Sveriges största företag i begravningsbranschen. Fonus ombesörjer cirka 30 000 begravningar per år. (Cirka 90 000 avlider i Sverige per år.) 
Huvudkontoret ligger i Stockholm, kistfabriken ligger i Falköping.

## Historia
Fonus skapades utifrån en utredning som Kooperativa Förbundet gjorde om begravningsbranschen 1944. Den var en följd av de privata begravningsentreprenörernas monopolliknande ställning. Kooperationens engagemang i branschen startade sedan styrelsen i Konsum Stockholm fått i uppdrag att starta begravningsverksamhet 1945.[källa behövs]
År 1946 startade det första kontoret för en begravningsförening och föreningar bildades sedan på andra orter. Ofta skedde det med stöd av konsumentföreningarna. Namnet Fonus antogs 1970 och kommer från latinets ord för begravning, funus. Sedan 1982 drivs Fonus som en begravningsförening för hela landet efter att det skett flera fusioner av föreningar och verksamheten centraliserats. Undantaget är Fonus öst.[källa behövs] Fonus ägs gemensamt av cirka 2 400 organisationer.
Fonus Industri grundades 1971 för tillverkning av kistor. Tillverkningen sker i Fonus fabrik i Falköping.